# Ketzendorf
Ketzendorf (plattdeutsch Ketzendörp) ist eine innerhalb der niedersächsischen Stadt Buxtehude  südöstlich gelegene Ortschaft im Landkreis Stade. Ketzendorf und Ovelgönne bilden zusammen die Ortschaft Ovelgönne/Ketzendorf.

## Nachbargemeinden
Im Nordosten grenzt Ketzendorf an Neu Wulmstorf, im Osten an Wulmstorf und Daerstorf, im Südosten an Elstorf, im Süden an Ardestorf im Westen an Immenbeck und im Nordwesten an Ovelgönne.

## Geschichte
Funde von zahlreichen Feuersteingeräten südöstlich des Viertberges in den 1930er Jahren zeigen eine Besiedlung der Gegend in einem frühen Abschnitt der mittleren Steinzeit oder Magdalénien (Hamburger Stufe). Bei Ketzendorf gibt es 17 Hünengräber.
1810 bis 1814 lag Ketzendorf im Mairie Moisburg im Kanton Buxtehude im Arrondissement Lüneburg im Département des Bouches de l’Elbe des Französischen Kaiserreichs und zählte 90 Einwohner.
Am Südende des Gemeindegebietes wurde 1983 die Siedlungsabfalldeponie Ketzendorf II eingerichtet und durch den Landkreis Stade betrieben. Sie ist inzwischen stillgelegt.

## Einwohnerentwicklung
| Jahr          | 1812 | 1910 | 1925 | 1933 | 1939 |
| ------------- | ---- | ---- | ---- | ---- | ---- |
| Einwohnerzahl | 90   | 160  | 148  | 152  | 177  |

## Eingemeindungen
Am 1. Mai 1964 wurde die Exklave Bredenheide in die Gemeinde Wulmstorf umgegliedert.
Ketzendorf wurde mit dem Gebietsänderungsvertrag am 1. Juli 1972 in die Stadt Buxtehude eingegliedert. Ketzendorf gehörte vorher zum Landkreis Harburg und noch heute zur ev. Kirchengemeinde Elstorf.